# Neocalyptis conicus
Neocalyptis conicus Rose & Pooni, 2004 è una falena appartenente alla famiglia Tortricidae, endemica dell'India nord occidentale.